# Hugues Grondin
Hugues Grondin (Bouguenais, 6 agosto 1959) è un ex ciclista su strada francese.

## Palmarès
- 1980 (dilettanti)

Tour d'Ille-et-Vilaine
Trois jours de Vendée

### Altri successi
- 1981 (Manzaneque)

Classifica sprint Vuelta a España

## Piazzamenti

### Grandi Giri
- Vuelta a España

1981: 48º
1982: 56º